# Sympherobius dilutus
Sympherobius dilutus is een insect uit de familie van de bruine gaasvliegen (Hemerobiidae), die tot de orde netvleugeligen (Neuroptera) behoort. 
Sympherobius dilutus is voor het eerst wetenschappelijk beschreven door Nakahara in 1960.